# Spanish Town
Spanish Town er Jamaicas næststørste by og var hovedstad frem til 1872. Spanish Town har 148.845 indbyggere.
Den spanske bosætning Villa de la Vega blev grundlagt af guvernør Francisco de Garay i 1534 som hovedstad for kolonien. Senere blev byen også kaldt Santiago de la Vega og St. Jago de la Vega. Byen ændrede navn til Spanish Town efter Storbritanniens erobring af Jamaica i 1655. Siden byen fik store skader i forbindelse med erobringen, blev Port Royal den uofficielle hovedstad. Men i 1692 blev store dele af Port Royal ødelagt af et jordskælv og Spanish Town blev herefter øens hovedstad.
Spanish Town var hovedstad frem til 1872, da hovedstaden blev flyttet til Kingston. 
17°59′N 76°57′V / 17.983°N 76.950°V